# Солонцовка (Самарская область)
Солонцо́вка — посёлок в Елховском районе Самарской области России. Входит в состав сельского поселения Красное Поселение.

## География
Посёлок находится в северной части Самарской области, в лесостепной зоне, к западу от реки Кондурча, на расстоянии примерно 14 км (по прямой) к северо-востоку от села Елховка, административного центра района. Абсолютная высота — 58 м над уровнем моря.
Климат
Климат характеризуется как умеренно континентальный. Среднегодовая температура воздуха — 4 °С. Средняя температура воздуха самого тёплого месяца (июля) — 26,3 °C (абсолютный максимум — 39 °C); самого холодного (января) — −12,8 °C (абсолютный минимум — −48 °C). Снежный покров держится в течение 150 дней.
Часовой пояс
Посёлок Солонцовка, как и вся Самарская область, находится в часовой зоне МСК+1. Смещение применяемого времени относительно UTC составляет +4:00.

## Население
| 2010 | 2013 | 2014 | 2015 | 2016 |
| ---- | ---- | ---- | ---- | ---- |
| 37   | ↘30  | ↗33  | →33  | ↘32  |

Половой состав
По данным Всероссийской переписи населения 2010 года, в гендерной структуре населения мужчины составляли 37,8 %, женщины — соответственно 63,2 %.
Национальный состав
Согласно результатам переписи 2002 года, в национальной структуре населения русские составляли 64 % из 42 чел., чуваши — 36 %.